# Bill Quinn
Bill Quinn (New York, 6 mei 1912 – Carmarillo, 29 april 1994) was een Amerikaans acteur, die in bijna 200 producties verscheen.
In 1924 was Quinn als 12-jarig jochie al te zien in de film The New School Teacher. Hij maakte echter al op 6-jarige leeftijd zijn Broadwaydebuut.
Hij speelde vaste rollen in tv-series als The Rifleman (als Sweeney, de barman) en Archie Bunker's Place (als de blinde Mr. Van Ranseleer).
Verder speelde hij vele gastrollen. Zo was hij onder meer te zien in The Munsters, Bonanza, Bewitched, Ironside, Hawaii Five-O, Mannix, The Partridge Family, The Waltons, The Six Million Dollar Man, Dallas, The Golden Girls en Highway to Heaven.
Zijn laatste rol speelde hij in de in 1989 verschenen film Star Trek V: The Final Frontier. Quinn stierf op 81-jarige leeftijd een natuurlijke dood.
- Gemeinsame Normdatei: 142142727
- International Standard Name Identifier: 0000 0000 2841 0811
- Library of Congress Control Number: n85322447
- Bibliotheek van het Japanse parlement: 00958792
- Istituto Centrale per il Catalogo Unico: DDSV201712
- Virtual International Authority File: 21138537
- WorldCat: E39PBJycRrCpxYhQdCwQbhFFrq